# Biskopsgården
För andra betydelser, se Biskopsgården (olika betydelser).

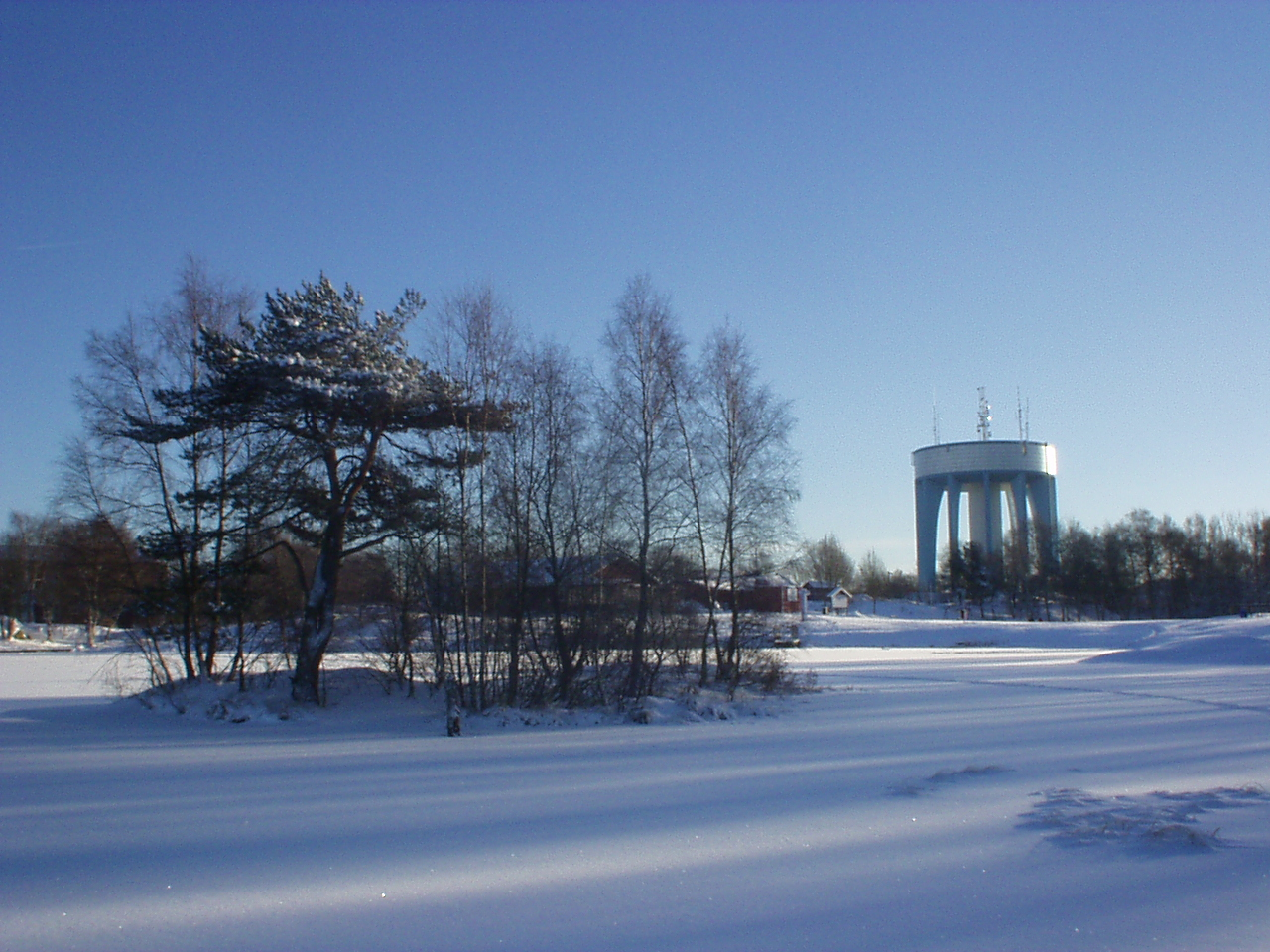
Biskopsgårdens vattentorn sett från Svarte mosse. Det är ritat av Nils Einar Eriksson och invigdes 1959.

Biskopsgården är en stadsdel som omfattar flera primärområden på Hisingen i Göteborg och som ingår i stadsområde Hisingen i Göteborgs kommun. 

## Primärområden och befolkning
Till området hör primärområdena Norra Biskopsgården, Länsmansgården, Svartedalen, Södra Biskopsgården och Jättesten. I hela området bor 30 319 invånare (2019). Likt andra förorter med många hyresrätter är en förhållandevis stor andel utlandsfödda. 2019 var mellan 42.7 och 56 procent av befolkningen utrikes födda, beroende på vilka primärområden man tittar på. Stadsdelen har få höginkomsttagare, höga tal för försörjningsstöd, arbetslöshet och ohälsa samt har lägre utbildningsnivå än genomsnittet i Göteborg.
| Primärområde        | Antal invånare |
| ------------------- | -------------- |
| Norra Biskopsgården | 4 720          |
| Länsmansgården      | 4 945          |
| Svartedalen         | 3 679          |
| S Biskopsgården     | 6 997          |
| Jättesten           | 6 238          |
| Hela stadsdelen     | 26 579         |

## Bakgrund
Biskopsgården är sedan 1950-talet en citynära förort till Göteborg. Stadsdelen har under 1980- och 90-talen renoverats och moderniserats. Bebyggelsen är belägen i ofta höglänt terräng, och många bostäder har vidsträckt utsikt över staden i öster eller skärgården i väster. 

## Trafik

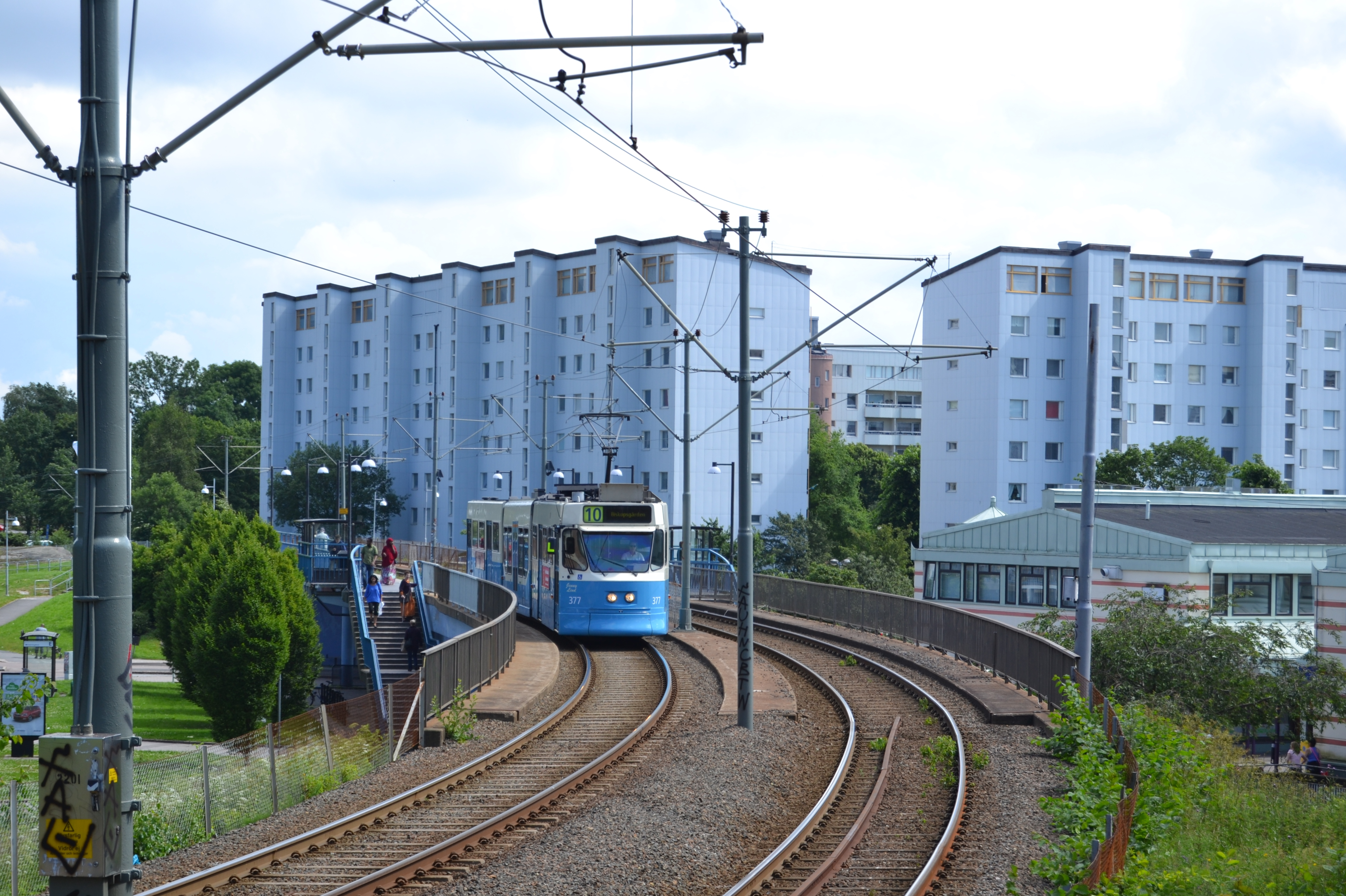
Spårvagn vid Vårväderstorget.

Till Biskopsgården går spårvagnslinjerna 5, 6 och 10 samt buss 25, 27, 141 och 145.

## Miljö och grönområden

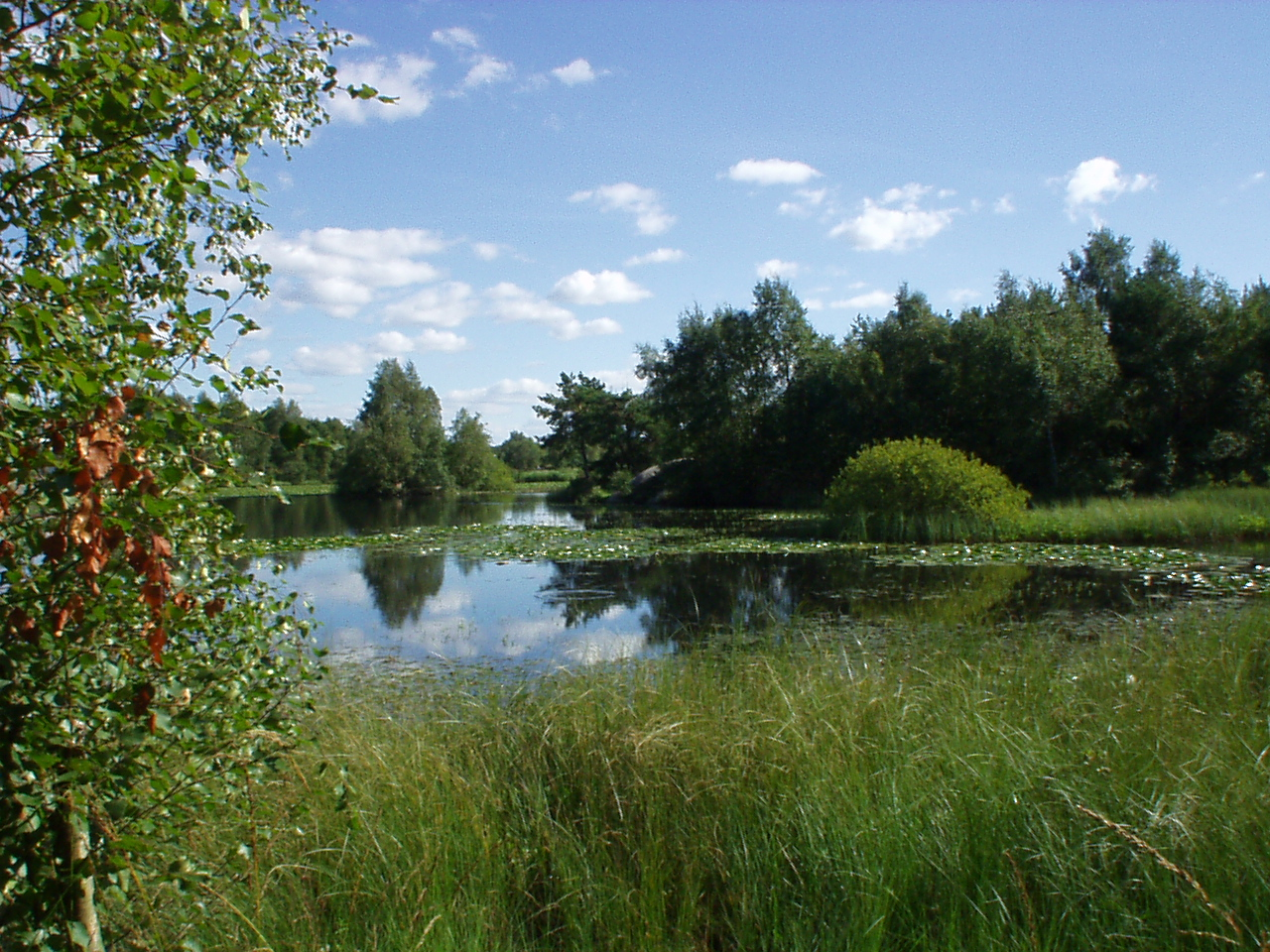
Del av Svarte mosse naturområde

Många av husen i Biskopsgården är ritade av för tiden berömda arkitekter, ett exempel är Helge Zimdal som ritat hus i Södra Biskopsgården. Stadsdelen är också en grön stadsdel med stora friluftsområden tillgängliga för många hisingsbor.

## Byggnadsminne

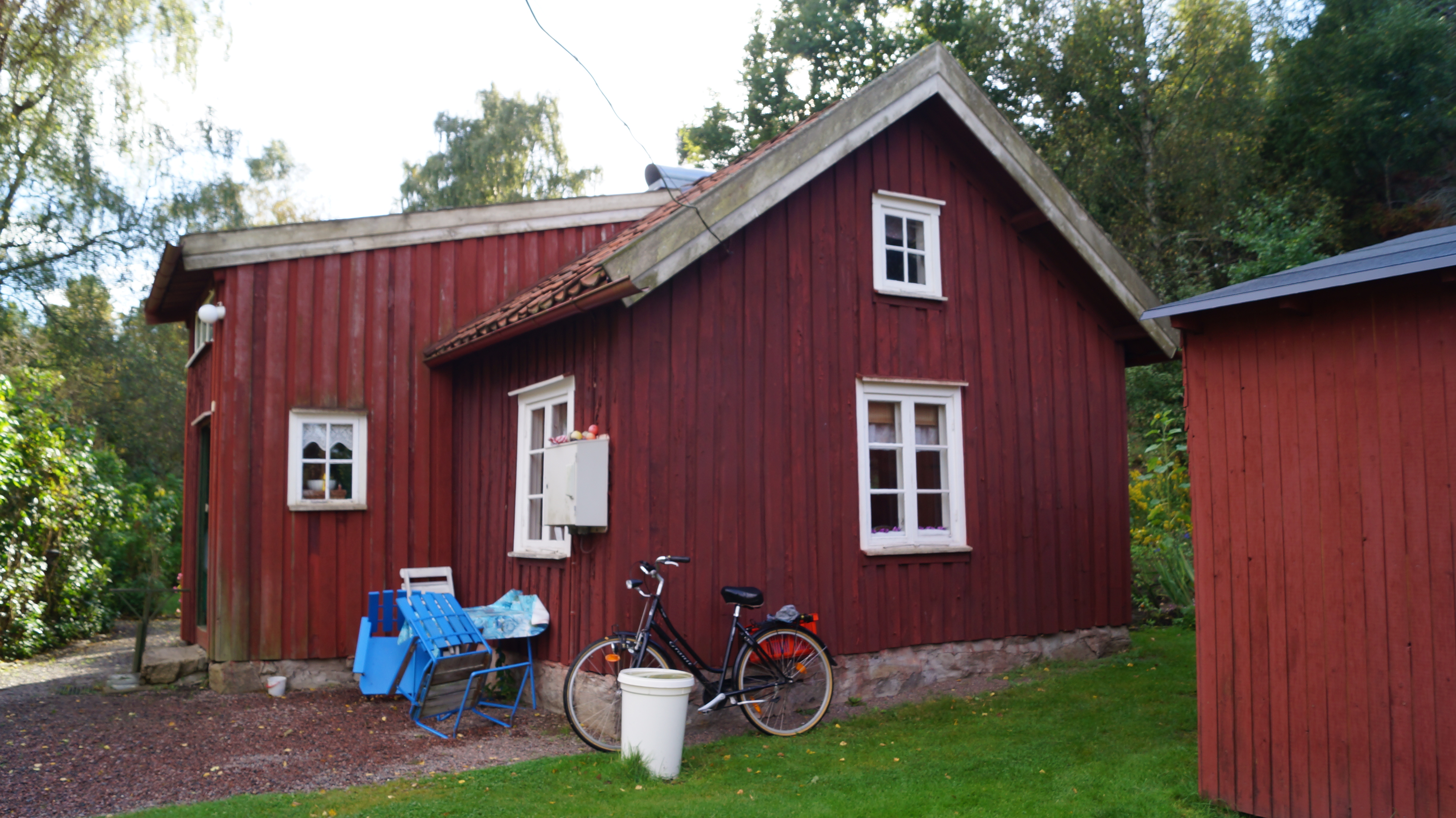
Torpstugan, Torpet Klara 3 är numera byggnadsminne.

Stadsdelens enda byggnadsminne – Torpet Klara – är ett dagsverkstorp bestående av fem byggnader. Det är beläget på fastigheten Biskopsgården 108:1. Torpet ägs av Göteborgs kommun och har adress Trättebäcksliden 31. Under lång tid hade posten inte någon adress till torpet då det låg i slutet av en väg, som går genom ett modernt villaområde. Den 8 maj 2006 blev torpet byggnadsminne enligt Kulturmiljölagen.

## Historia
Biskopsgården utgjorde förr gränsland mellan Sverige och Norge. Fornminnen berättar om tidiga bosättningar och ceremonier. I väster gick fram till 1658 riksgränsen mot Norge. På vikingatiden var Stora Vette riksgränssten mellan de båda länderna.
Stadsdelen har namn efter ett hemman i Lundby by, vilket är omnämnt första gången år 1600. Antagligen var det förr ett biskopsgods.
Området är uppbyggt kring tre större torg, Friskväderstorget, Vårväderstorget och Länsmanstorget. I Södra Biskopsgården finns ett mindre torg, Väderlekstorget. 
Södra och Norra Biskopsgården omfattade ursprungligen cirka 150 hektar. Här uppfördes 1955–60 omkring 7 700 lägenheter, varav 120 i tvåvånings radhus. Flerfamiljshusens totala våningsyta var 1965 ungefär 650 000 kvadratmeter och folkmängden cirka 25 000 personer. Den nordligare Länsmansgården började byggas 1963 och stod klart 1966. Dess areal var då cirka 100 hektar och antalet lägenheter omkring 2 800 med en våningsyta av närmare 245 000 kvadratmeter. Folkmängden beräknades till omkring 9 000 personer. Området i den östra dalgången – Svartedalen – omfattade cirka 50 hektar. Bebyggelsen påbörjades under 1965 med cirka 600 lägenheter i flerfamiljshus. Våningsytan uppgick till 50 000 kvadratmeter.
Göteborgs stads bostadsaktiebolag byggde 122 radhus i Södra Biskopsgården 1955–1959, 1 122 lägenheter i Södra Biskopsgården 1955–1959 samt 1 238 lägenheter i Norra Biskopsgården åren 1957–1959.

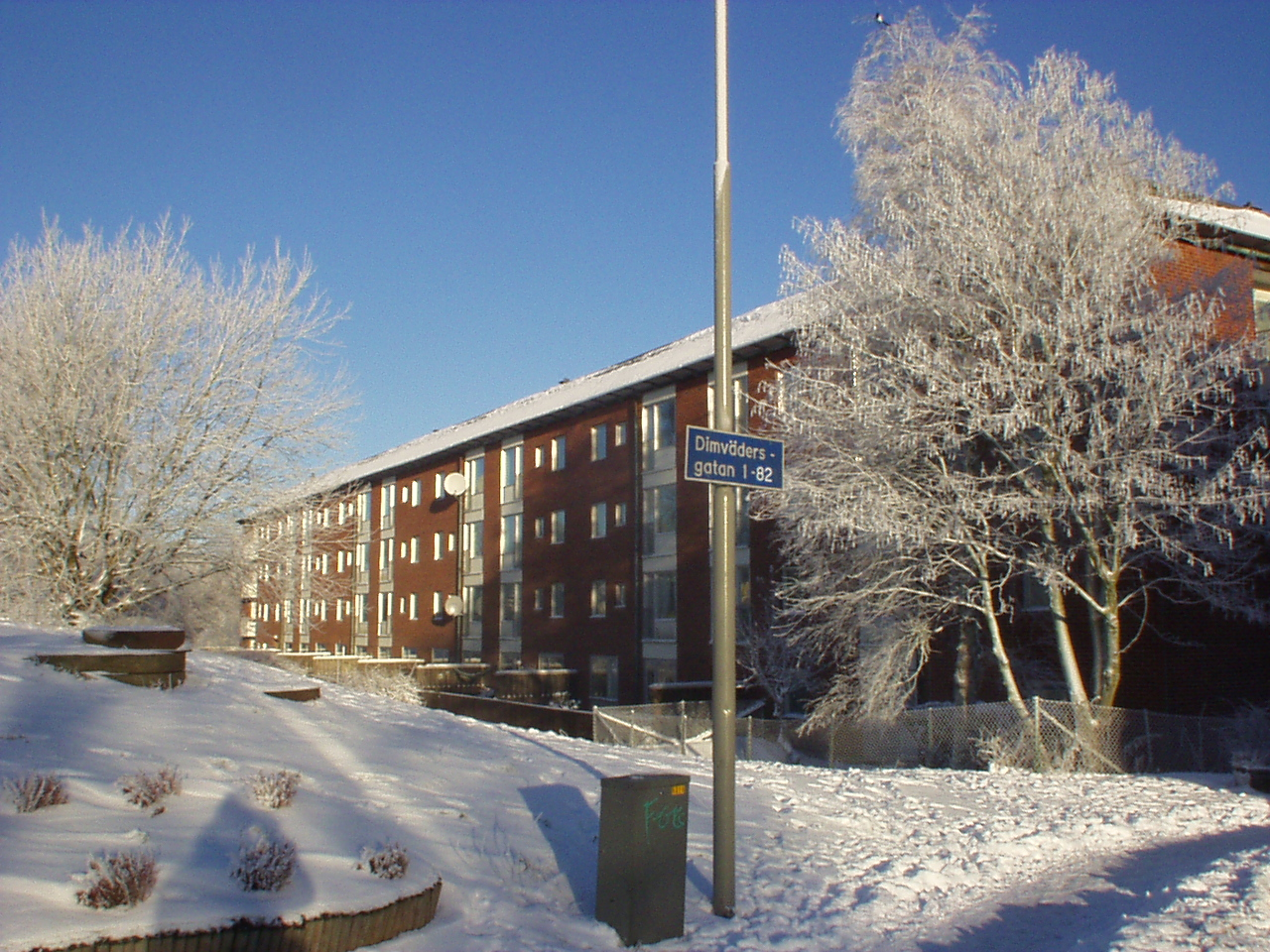
Dimvädersgatan med för Biskopsgården typiska hus.

Biskopsgården är även ett trafiktorg vid slutet av Hjalmar Brantingsgatan, som utgör huvudinfart till stadsdelen med samma namn. Gatunamnen i området Biskopsgården har nästan alla med väder att göra, som till exempel Dimvädersgatan och Godvädersgatan. Ett undantag är radhusområdet Solvädersbyn med gatunamn efter friidrottsgrenar. Detta eftersom byggnaderna före flytt till Biskopsgården 1996 användes som deltagarbostäder vid friidrotts-VM på Heden 1995. (Dit flyttades husen i sin tur från vinter-OS i Lillehammer 1994 där se använts för liknande syfte.)

### Faser
- 1952 – Stadsplanearbetet började.
- 1953 – Detaljprojektering av stadsplanen. Byggnaderna påbörjades under hösten samma år. Projekteringsarbeten för den gemensamma värmecentralen.
- 1955 – Under våren började schakt- och grundförstärkningsarbetena. I maj månad började panncentralen att uppföras. De egentliga byggnadsarbetena påbörjades under hösten.
- 1956 – den 1 juni flyttade de första hyresgästerna in. I juli var panncentralen i drift.[12]

### Fornfynd
På hösten 1961 hittades rester av en hällkista vid Snövädersgatan i Södra Biskopsgården, då man schaktade för den nya Ryaskolan. Det var en megalitisk hällkista av västsvensk typ, alltså en hällkista med förrum, avsedd för mer än en gravplats. Kistan var 6,5 meter lång och 1,3 meter bred samt orienterad i nord-sydlig riktning. Fyndet beräknas vara 3 500 år gammalt. I sluttningen norr och nordväst om fyndområdet hittades ett gravfält från äldsta järnåldern med brandgravar som bland annat innehöll en ornerad bennål samt keramik.

## Kända personer med anknytning till Biskopsgården
- Glenn Hysén, fotbollsspelare
- Janne Josefsson, journalist
- Clark Olofsson, brottsling
- Jesper Sandström, skribent
- Sami Said, författare
- Rami Bladlav, MMA-utövare
- Mervan Celik, fotbollsspelare
- Hamid Zafar, rektor och årets svensk 2018
- Mikkey Dee, musiker

## Kriminalitet
Biskopsgården uppmärksammades 2009 och 2010 för problem med bland annat anlagda bränder och fick 2010 som första bostadsområde tillstånd att ha övervakningskameror på några ställen för att få bukt med skadegörelse. Ett uppmärksammat dåd skedde i mars 2015 då två maskerade män öppnade eld med automatgevär i en restaurang vid Vårväderstorget varvid två personer dödades och tio skadades.
Biskopsgården är enligt polisen ur brottssynpunkt ett problemområde och klassas sedan 2015 som ett särskilt utsatt område. Under polisens medborgardialoger under 2016 önskade de boende i området övervakningskameror. Länsstyrelsen beviljade 15 kameror som började användas i december 2016 och med ett tillstånd som löper till och med juli 2018.
Den 30 juni 2021 sköts en polisman till döds under patrullering i området.